# فيليب ولف
فيليب ولف (بالإنجليزية: Philip Wolfe)‏ هو رياضياتي وعالم حاسوب أمريكي، ولد في 11 أغسطس 1927 في سان فرانسيسكو في الولايات المتحدة، وتوفي في 29 ديسمبر 2016 في أوسينينغ في الولايات المتحدة.